# Azohške jame
Azohške jame ali Azihške jame (armensko Ազոխիարանձավ, azerbajdžansko Azıx mağarası) je kompleks šestih jam, znan kot bivališče prazgodovinskih ljudi. Leži blizu vasi Azoh v Goskem Karabahu (okrožje Khojavend, de facto Azerbajdžan)., na pobočju gora Malega Kavkaza na jugozahodu Azerbajdžana, v soteski Guruchay v Karabahu, na levem bregu reke Guručaj, 3 km od reke, 100-120 metrov nad moderno strugo Guručaj. Obstaja 8 rovov, dolgih do 600 metrov, nekateri so visoki 20-25 metrov. Med raziskavo je bilo odkritih deset kulturnih plasti. Jama je bila naseljena v času kulture Guručaj, kulture Ašel in kulture Mustje.

## Odkritje jam
Jame je odkrila Paleolitska arheološka ekspedicija Azerbajdžanske nacionalne akademije znanosti pod vodstvom Mammadalija Husejnova leta 1960 in velja za mesto ene najstarejših lokacij protočloveške prisotnosti v Evraziji. Neandertalcem podobna čeljustna kost, ki so jo našli leta 1968, naj bi bila stara več kot 300.000 let in je tako eden najstarejših ostankov protočloveka v osrednji Aziji. Njeno odkritje je povzročilo izraz Azihški človek. Arheologi nakazujejo, da so najdbe iz najnižjih slojev kulture pred Acheuléen (pred 730.000 do 1.800.000 let), ki v mnogih pogledih spominja na kulturo Oldovan, imenovano po tanzanijski soteski Olduvai. 
Slaba kakovost izkopavanja iz 1960-ih, v katerem niso bili zbrani podatki o fosilizaciji , je povzročila negotovosti glede kronološkega zaporedja slojev . Izkopavanja so se nadaljevala sredi 1990-ih. Leta 2002 je mednarodna raziskovalna skupina na čelu s Tanjo King odkrila nemotene vhode v jamo ter favno in kamnito orodje . V fosilnih sklopih, ki so bili odkriti med izkopavanji med letoma 2002 in 2009, so bili najdeni ostanki medvedov iz pleistocena, ki so se nabrali zaradi mirovanja, vendar ni dokazov o sočasni zasedbi jame medvedov in homininov. Ostale živalske ostanke, predvsem rastlinojede, so v jamo prinesli hominini, klanje pa se je odvijalo nekje drugje, ne na zadnji strani jame, kjer so bili najdeni ostanki. Ko so jamske usedline segale blizu jamskega krova, so hominini jamo prenehali uporabljati. Nazadnje so med holocenom zgornje sedimente zbrisale voda, ki so jamo odprle za ponovno uporabo ljudi 
Zdaj se šteje, da je v jami živelo nekaj najzgodnejših skupin protočlovekov v Evraziji . Z uporabo izotopov urana kot metode datiranja speleotema je bil najmanjši datum za nastanek jame in s tem najzgodnejših nahajališč hominida datiran na obdobje od 1,19 ± 0,08 milijona let.

## Plasti
Arheološke plasti, registrirane v Azohških jamah paleolitika med arheološkimi izkopavanji, so naslednje:

### Prva plast
Prva plast je sestavljena iz črnih usedlin, včasih rumene mešane zemlje. Med arheološkimi izkopavanji v letih 1962-1965 so bili najdeni deli glinenih posod iz srednjega veka, bronaste dobe in eneolitika. Vendar med arheološkimi izkopavanji v naslednjih letih materialni ostanki iz eneolitske dobe niso bili registrirani. Skupna debelina sloja je bila 77–125 cm.

### Druga plast
Sestoji iz svetlo rumenkaste ilovnate zemlje. Med arheološkimi preiskavami so znotraj plasti zabeležili del posameznih kamnitih in glinenih posod. Večinoma so pripadale srednjeveškim, bronastim in eneolitskim obdobjem. Skupna debelina sloja je znašala 90-180 cm

### Tretja plast
Tretji sloj je sestavljen iz sive zemlje. Po različnih značilnostih so med arheološkimi izkopavanji med letoma 1973 in 1974 v tretjem sloju identificirali tri dodatne sloje:
Prvi sloj sestavlja temno siva tla. Deli majhne skale so tudi znotraj sloja. V tem sloju so prvič našli izdelke iz kamna in živalske kosti, ki pripadajo Mousterianu.
Drugi sloj je sestavljen iz glinene zemlje. Znotraj stratuma so bili registrirani drobci kamnin, ki so padli iz stropa jame. Hkrati je bilo znotraj sloja odkritih več velikih kamnov.
Tretji sloj je sestavljen iz svetlo sivih glinenih kamnin, kjer so bili najdeni drobci kamnin. Spodnji del stratuma je sestavljen iz rumene zemlje. Med arheološkimi izkopavanji leta 1973 so v spodnjem sloju tretje plasti našli 20 orodij, kot je sekira, ki pripadajo Mousterianu. To so bile ena najredkejših najdb mousterianskih izkopavanj, ker so ta orodja zaznamovala obdobje Acheuléen. Skupna debelina tretjega sloja je znašala 90–145 cm

### Četrta plast
Četrti sloj je sestavljen iz temno rjave glinene zemlje. Na slojih so majhni drobci kamnin. Sestavljajo jih stalagmiti in stalaktiti. Do arheoloških izkopavanj 1973 ni bilo nobenega primera materialne kulture. Toda med arheološkimi izkopavanji, opravljenimi leta 1973, je bilo v četrtem sloju najdenih več kamnitih predmetov in živalskih kosti, ki pripadajo zadnjemu obdobju Acheuléen. Skupna debelina sloja doseže 1-1,2 m

### Peta plast
Peti sloj je sestavljen iz rumene zemlje. Najbogatejša in najdebelejša usedlina v stratigrafiji Azohške jame je v peti plasti. V letih 1963–1969 in 1971–1986 so našli številne živalske kosti in 300 kosov kamna, ognjišča za kuhanje, primarne stavbe in shranjene medvedje lobanje. V celotni raziskovalni sezoni so v peti plasti odkrili še več manjših slojev.

### Šesta plast
Šesti sloj je sestavljen iz sive glinene zemlje. Toda v primerjavi z drugimi zgoraj omenjenimi sloji je šesta plast bogata z gramozom in skalami. Tu je bilo najdenih več kot 3000 kosov kamna. Debelina sloja je bila 55–87 cm.

### Sedma plast
Sedma plast je sestavljena iz svetlo modre plasti gline. V člankih o arheoloških izkopavanjih v jami, objavljenih leta 1974, je bilo razvidno, da pod 6. plastjo ni ostankov arheološkega gradiva. Toda med arheološkimi izkopavanji v sedimentih leta 1974 so registrirali štirje arheološki sloje in v teh plasteh našli materialne ostanke. Debelina sloja je bila 82–98 cm.

### Osma plast
Osma plast je sestavljena iz temno modre gline. Med arheološkimi izkopavanji so znotraj plasti odkrili materialne ostanke. Hkrati so bili najdeni posamezni kosi kamnin, ki so padli iz stropa jame. Debelina podlage je znašala 90–115 cm.

### Deveta plast
Deveta plast je sestavljena iz odprto modre glinene zemlje. Med arheološkimi izkopavanji so znotraj plasti našli vzorce kulture. Debelina sloja je bila 78–84 cm.

### Deseta plast
Deseta plast je sestavljena iz rumene glinene zemlje, razmeroma z več kamnitimi plastmi. Med arheološkimi izkopavanji so znotraj tega sloja našli kamnito orodje. Plast je precej trda, saj je na površini kamnine. Debelina sloja je bila 78–83 cm

## Politizacija izkopanih ostankov
Ko govorimo o arheologiji ruskega nacionalizma, kar vodi v ekstremne oblike avtohtonizma, ruski znanstvenik Viktor Šnirelman kot primer navaja izkopavanja v Azohški jami. V slednjem so po besedah znanstvenika našli ostanke arhanthropista, ki so zaradi upravičenja pravic do Gorskega Karabaha v Azerbajdžanu razglašeni za »prvega Azerbejdžanca«.